# Festa federale di ringraziamento
La festa federale di ringraziamento, chiamata anche digiuno federale o, in modo più esteso, festa federale di ringraziamento, pentimento e preghiera (in tedesco Eidgenössischer Dank-, Buss- und Bettag, in lingua francese jeûne fédéral) è una festività religiosa e civile interconfessionale svizzera. La si festeggia annualmente la terza domenica di settembre, in tutta la Confederazione, ad eccezione del cantone di Ginevra, dove viene celebrata (col nome in francese Jeûne genevois) il giovedì seguente la prima domenica del mese.

## Storia
La prima fonte scritta di questa celebrazione risale al 1517. Ma la tradizione era molto più antica. In seguito i cantoni riformati stabilirono giornate, settimane o addirittura mesi di penitenza e digiuno in caso di peste o di carestie come a Basilea nel 1541, Zurigo nel 1571 e Berna nel 1577. Nel 1619 tutti i cantoni riformati celebrarono la prima festa di ringraziamento collettiva. Durante la Guerra dei trent'anni la Dieta dei cantoni riformati decise di rendere annuale questa festa. In questi anni anche nei cantoni cattolici si introdusse questa usanza. Nel 1796 su proposta del canton Berna la Dieta federale congiunta dichiarò l'8 settembre di quell'anno la prima festa federale di preghiera.
Questa usanza si mantenne nel tempo anche se fino al 1832 veniva celebrata in momenti diversi, nei singoli cantoni per i riformati e nelle singole diocesi per i cattolici. Nella Dieta federale di quell'anno Argovia propose di fissarla in tutti cantoni alla terza domenica di settembre. Da quell'anno in tutti i cantoni la ricorrenza venne festeggiata in quella data, tranne nel cantone dei Grigioni che, fino al 1848, mantenne la data della seconda domenica di novembre. Nel 1886, i vescovi cattolici stesero un regolamento della festività valido per tutto il territorio svizzero. Con il Concilio Vaticano II questa ricorrenza divenne ecumenica. Da allora i vescovi svizzeri inviano a tutte le parrocchie una lettera pastorale per questa festa.